# Tuilerieën
De Jardin des Tuileries (of Tuin van de Tuilerieën) is een park in het centrum van Parijs (1e arrondissement). Het is gelegen tussen de Seine en de rue de Rivoli en tussen het Louvre en het Place de la Concorde. 
Het park was oorspronkelijk de tuin van het in 1883 afgebroken Tuilerieënpaleis. Het is ontworpen als een strakke formele tuin met een waaierpatroon van twaalf radiaal verlopende hagen en verhoogde groene kamers aan beide zijden van de Arc de Triomphe du Carrousel, de triomfboog die Napoleon in 1808 liet oprichten. Deze hagen zijn geplaatst in een verzonken tuin die beschermd wordt tegen het drukke verkeer en lawaai van Parijs. De hagen omkaderen de kleine triomfboog als een poort naar de Jardin des Tuileries.
Aan de afsluiting van de tuinen met de Place de la Concorde zijn er twee musea aangelegd. Aan de kant van de Seine vind je het Musée de l'Orangerie met onder andere werken van de Waterlelies van Claude Monet en beelden van Rodin en aan de Rue de Rivoli ligt de Jeu de Paume.

## Geschiedenis
Catharina de' Medici, die het Tuilerieënpaleis liet bouwen, liet de tuinen in 1553 in een Italiaanse stijl aanleggen, met onder meer fonteinen. In 1664 werden de tuinen in opdracht van Colbert door de tuinarchitect André le Nôtre verfraaid met onder meer een brede laan en geometrische bloemperken.
Sinds de afbraak van het Tuilerieënpaleis (1883) sluit het park aan met de tuin rond de Arc de Triomphe du Carrousel. In de 20ste eeuw voorzag men de Tuilerieën met beeldhouwwerk van Aristide Maillol, Giacometti, Dubuffet en Roy Lichtenstein. In 1990 vroeg de Franse president François Mitterrand aan Jacques Wirtz een nieuw tuinontwerp te maken voor de Jardin des Tuileries, de tuin rond de Carrousel.
Tijdens de Olympische Spelen van 2024 brandde hier de Olympische vlam in een grote ballon die boven de tuinen zweefde. Tijdens de Paralympische Spelen 2024 brandde op dezelfde plek ook de Paralympische Vlam. Deze brandde in dezelfde grote ballon en zweefde eveneens boven de tuinen. In de zomers van 2025, 2026 en 2027 zal de ballon opnieuw te zien zijn in het park, en zal deze elke avond na het sluiten van het park en tot 1u 's nachts opstijgen en boven het park zweven.

## Afbeeldingen

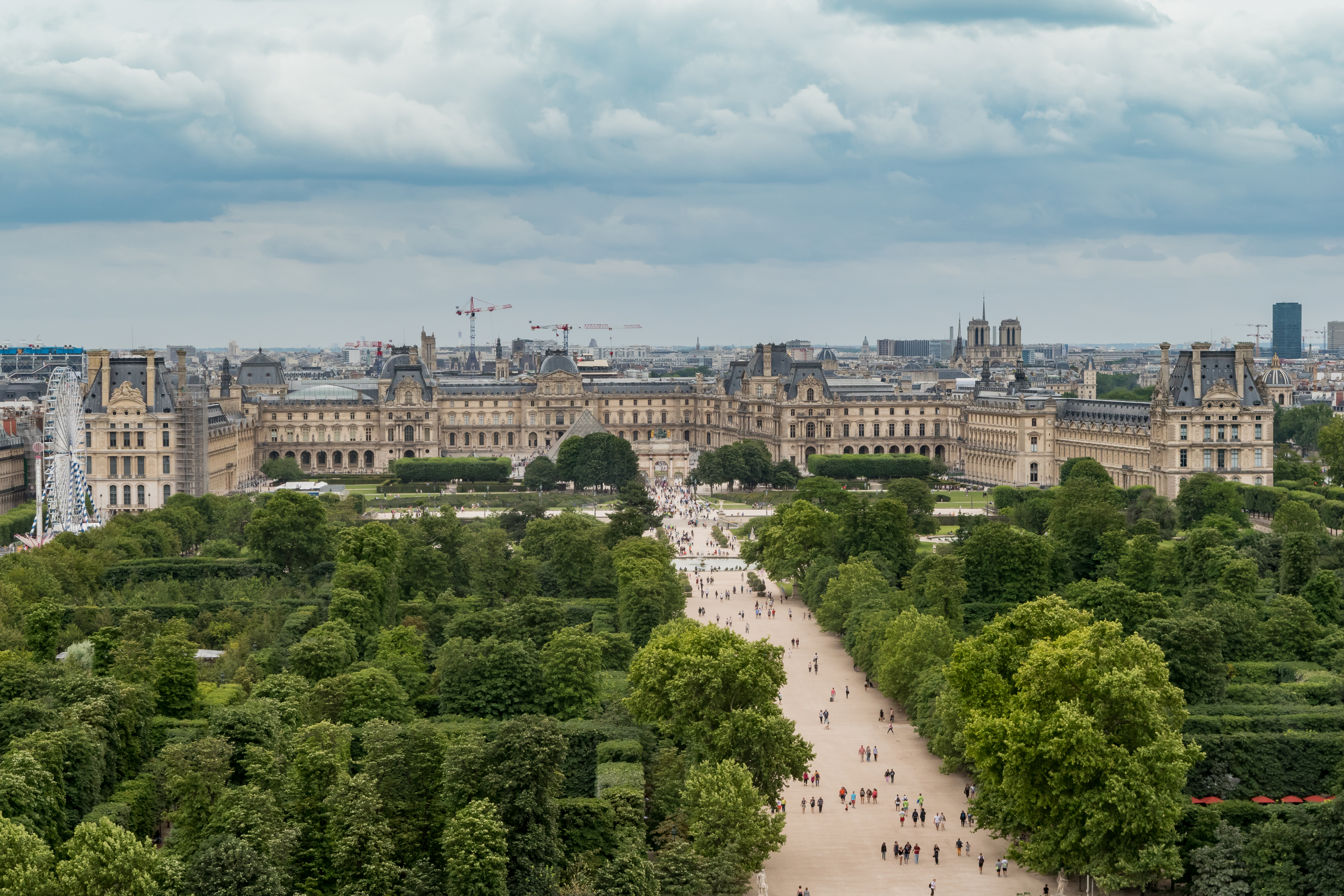
De Tuilerieën en het Louvre
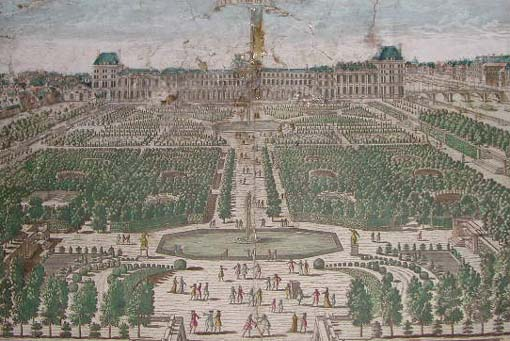
De Tuilerieën eind 17e eeuw met op de achtergrond het gelijknamige paleis en rechts de Seine
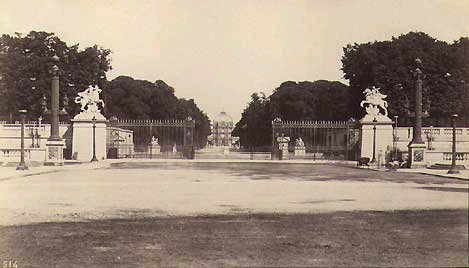
De Tuilerieën in de 19e eeuw
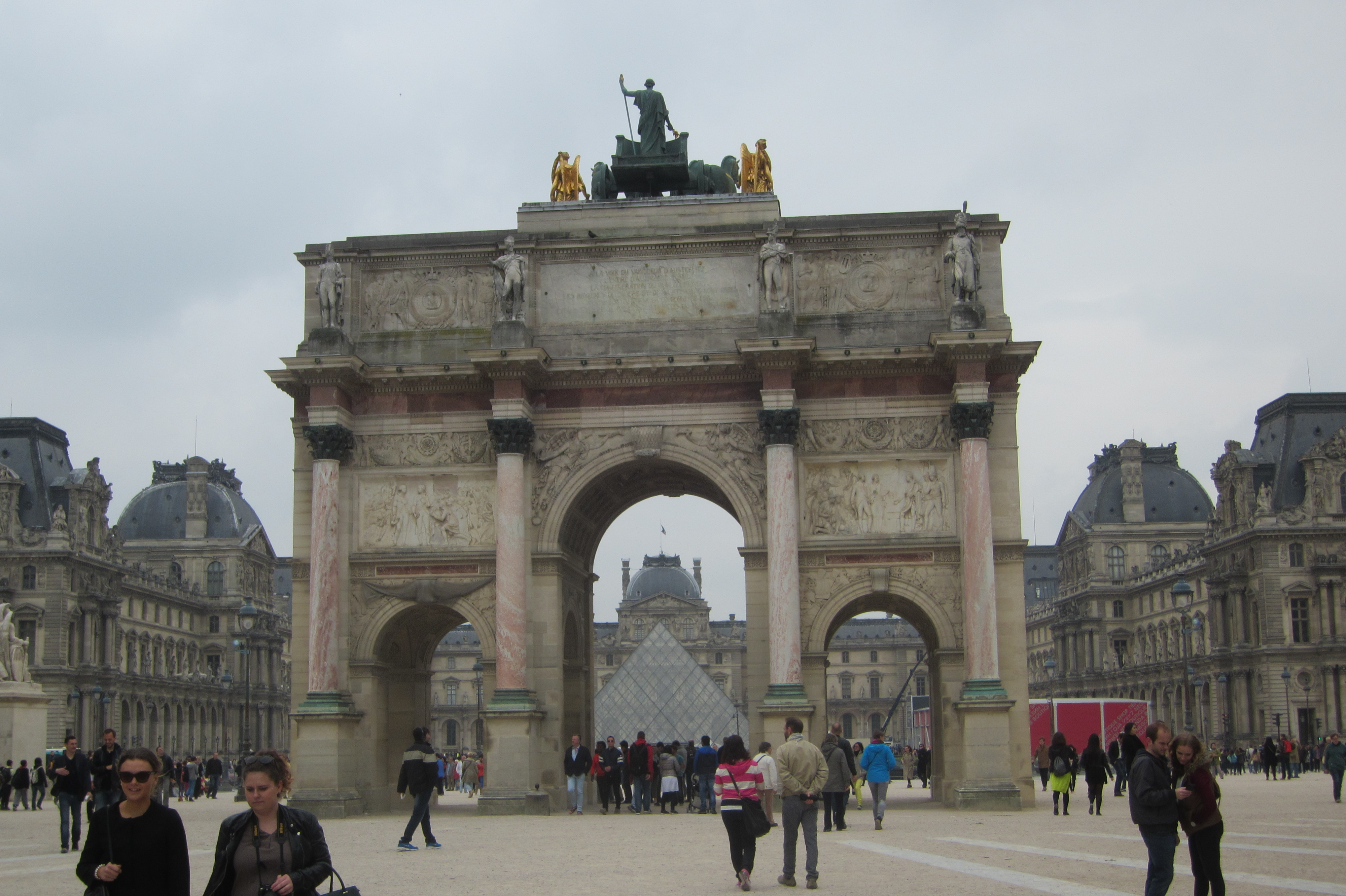
Napoleons Arc de Triomphe du Carrousel met op het einde de piramide van het Louvre
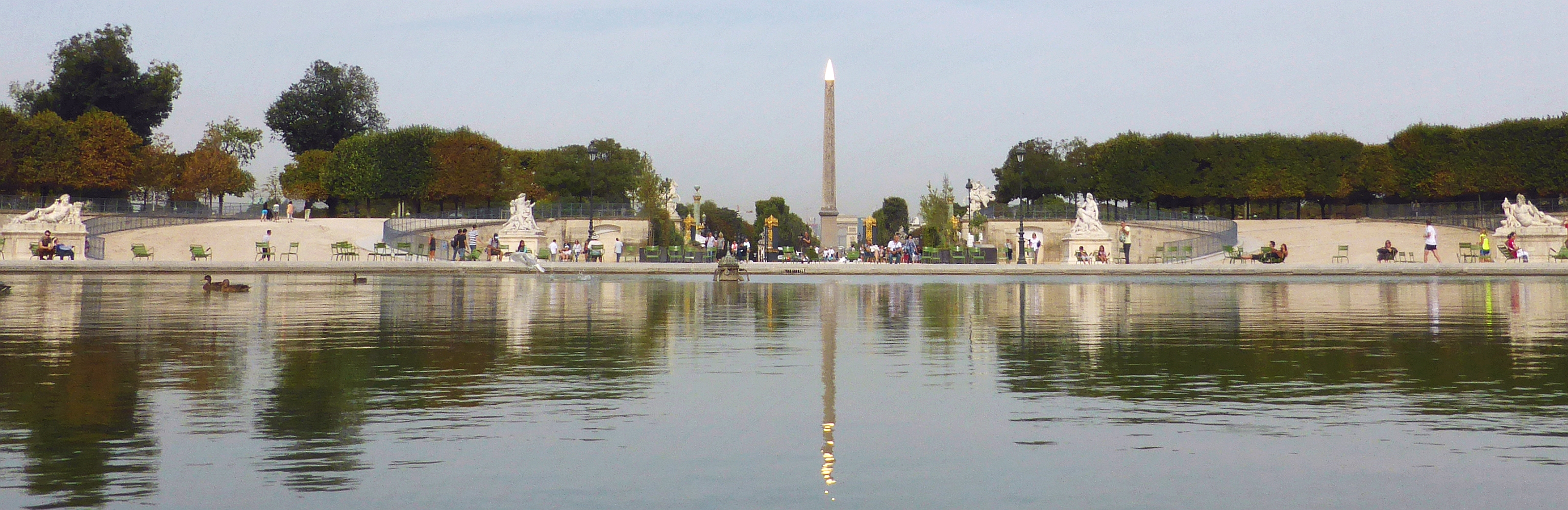
Bassin Octogonal en Fer à Cheval in het Jardin des Tuileries